# Colima (állam)
Colima Mexikó egyik szövetségi állama. Az ország délnyugati részén fekszik a Csendes-óceán partján, szomszédai: északon Jalisco, délkeleten pedig Michoacán állam.
Lakossága 2010-ben kb. 650 000 fő volt, területe 5 625 km², ezzel Mexikó egyik legkisebb területű állama. Fővárosa Colima.

## Földrajz

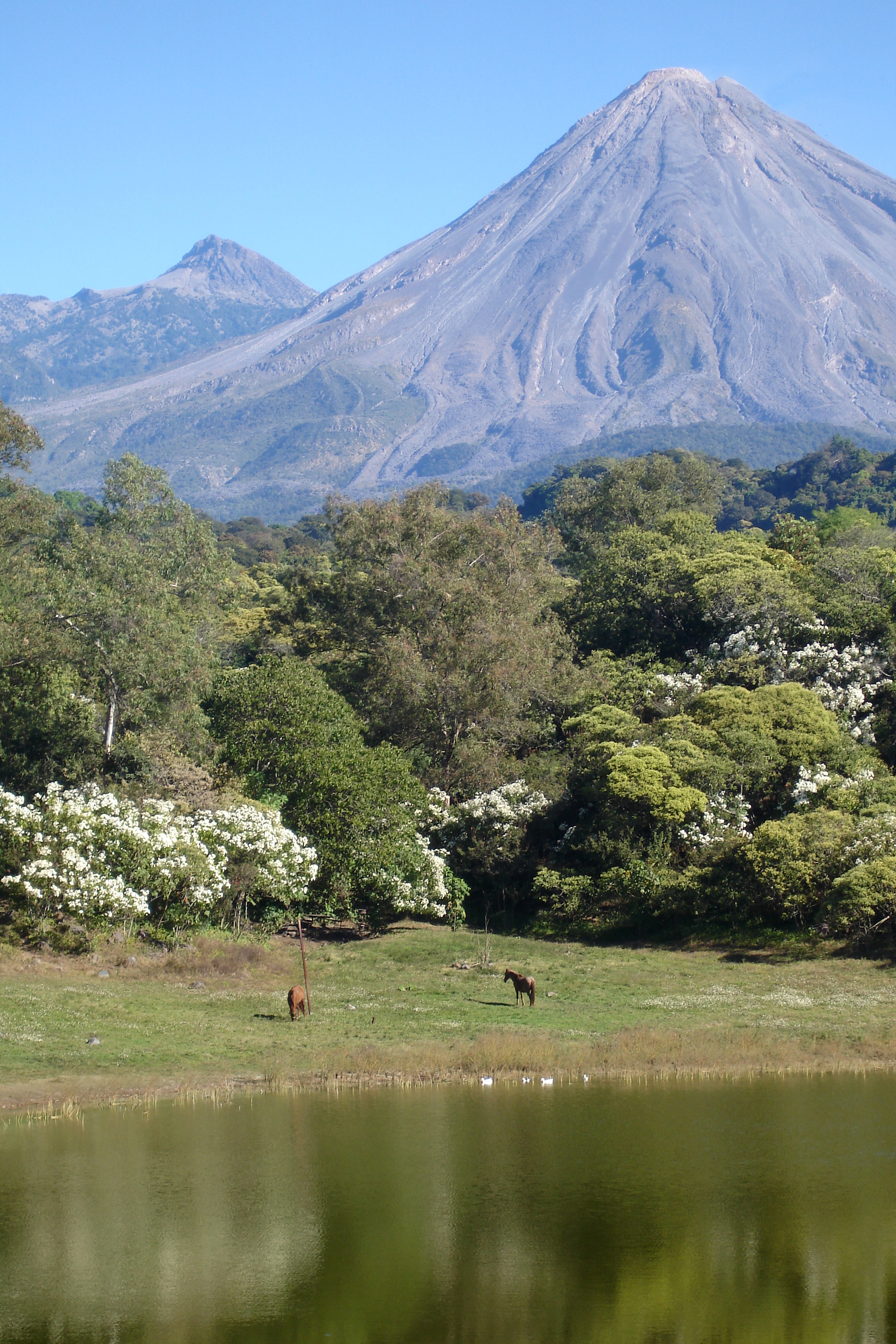
A Colima vulkán látképe

Természetföldrajzi szempontból az állam három részre osztható: az északi rész hűvösebb éghajlatú a magas hegyek miatt, itt található az állam névadója és legmagasabb pontja, a 3820 m magas Colima vulkán. A déli rész, mely a tengerpartot is magába foglalja, forró éghajlatú. Emellett az államhoz (azon belül Manzanillo községhez) tartoznak még a vulkáni eredetű Revillagigedo-szigetek, területük összesen 205 km².
Legjelentősebb folyói a Marabasco (más néven El Cihuatlán, Chacala vagy Paticajo), mely Jalisco államtól választja el nyugaton és az Armería, mely a Jalisco-beli Sierra de Cacoma hegységben ered, és szintén határfolyó: keleten Jaliscótól, délkeleten Michoacántól választja el Colimát. Az állam belsejében pedig számos kisebb mellékfolyó és patak vizét vezeti le a Río Salado („Sós-folyó”). Nagyobb tavai Manzanillo község területén a Portero Grande, a Miramar és a San Pedrito, Tecománban az Alcuzahue és az Amela, valamint a Manzanillo és Armería határán fekvő Cuyutlán. Emellett még a Colima vulkán előhegyei között 6 kisebb tó is elterül.
Az éghajlat az egész államban forró, kiváltképpen a parti vidékeken (az átlag 24-26 °C), általában mérsékelten nedves, de Tecomán környékén szárazabb. A hegyek alacsonyabb vidékein mintegy 4 °C-kal alacsonyabbak a hőmérsékletek, nagy magasságokban még többel.

## Élővilág
Colima területének jelentős részét erdők foglalják el. Nyugati részén a legjellemzőbb fajok (melyeket a faipar is nagy mennyiségben használ) a vörös cédrus, különféle tabebuia fajok, az Enterolobium cyclocarpum (parota), a Couratari guianensis (caobilla), a habillo, a papelillo, a barsino és a salatón. Manzanillo, Armería és Coquimatlán községek területén jellemző a kopál és a Parmentiera aculeata (cuajilote), de vannak fenyőerdők, mediterrán bozót, pálmaligetek, tölgyesek, és a partvidéken mangroveerdők is.
Az emlősállatok közül ritka bár, de előfordul az ocelot, az oncilla és a puma, gyakoribb, de szintén ritkul a vaddisznó, valamint az őz- és szarvasfélék, és elterjedt a Xenomis nelsoni nevű rágcsáló. A madárvilág megemlítendő fajai az egyre kevesebbszer megfigyelhető vadpulyka, a tyúkféle chachalaca és több kisebb madár, köztük a tengeri kanári, emellett előfordul itt néhány költözőmadár, például a galambszerű huilota és néhány keselyűfaj is. Többféle gyík és krokodil is él az államban (Tecománban keltetőközpontot is építettek számukra), és megtalálható a világ egyik legértékesebb hüllője, a caguama nevű tengeri teknős.

## Gazdaság
Az állam területének 31%-án növényeket termesztenek, 30%-át állattenyésztésre használják, 37%-a erdő, a maradék 2%-ot pedig a vízfelületek és a települések foglalják el. A mezőgazdaság azóta indult nagyobb fejlődésnek, mióta gyümölcsöket, elsősorban citrusféléket kezdtek termeszteni, mivel a talaj ezen növények számára a legmegfelelőbb. Az ilyen évelő növények termesztése a mezőgazdaságban termelt mennyiség 90%-át, az érték 79%-át adja. Emellett termesztenek még kukoricát, cirokot, cukornádat, kávét, rizst, zöldségféléket és takarmánynövényeket, valamint a már említett citrusféléken kívül kókuszdiót, banánt, mangót és tamarinduszt. Az állattenyésztés a magasabban fekvő, hegyi területekre korlátozódik, a fontosabb állatok a szarvasmarha, a sertés, a kecskefélék és a szárnyasok, emellett számottevő még a méhészet. Az erdők összterülete kb. 200 000 hektár, melynek körülbelül 60%-a hasznosított az erdőgazdaság számára, de ez a szektor nem meghatározó az állam gazdaságában.
Legjelentősebb ásványkincse a vasérc, melynek legfőbb lelőhelye a Peña Colorada.

## Népesség
Ahogy egész Mexikóban, a népesség növekedése Colima államban is gyors, ezt szemlélteti az alábbi táblázat:
| Év   | Lakosság |
| ---- | -------- |
| 1990 | 428 510  |
| 1995 | 488 028  |
| 2000 | 542 627  |
| 2005 | 567 996  |
| 2010 | 650 555  |

## Története

### Nevének eredete
A Colima, vagy régebben Coliman a navatl nyelvből ered, de pontos jelentése nem ismert. A két legelterjedtebb elmélet a következő:
- Col-i-ma-n módon szétbontva: a col a colli-ből eredhet, ami nagyapát jelent, az i birtokosjel, a ma a maitl eleje lehet, aminek jelentése „kéz”, az n pedig földrajzinév-képző - így a teljes szó valami olyasmi értelemmel bírhat, hogy „A nagyapa kezében levő hely”. A „nagyapa” jelentheti a vulkánt is, de lehet, hogy általában utal az ősökre.
- A-colli-man módon szétbontva: az a a „víz” jelentésű atl rövidítése lehet, a colli eszerint az értelmezés szerint „kar”, a man pedig szintén földrajzi névvé teszi a szót. Így a szó jelentése „hely, ahol a víz (folyó) kanyarodik”.

### A kezdetek

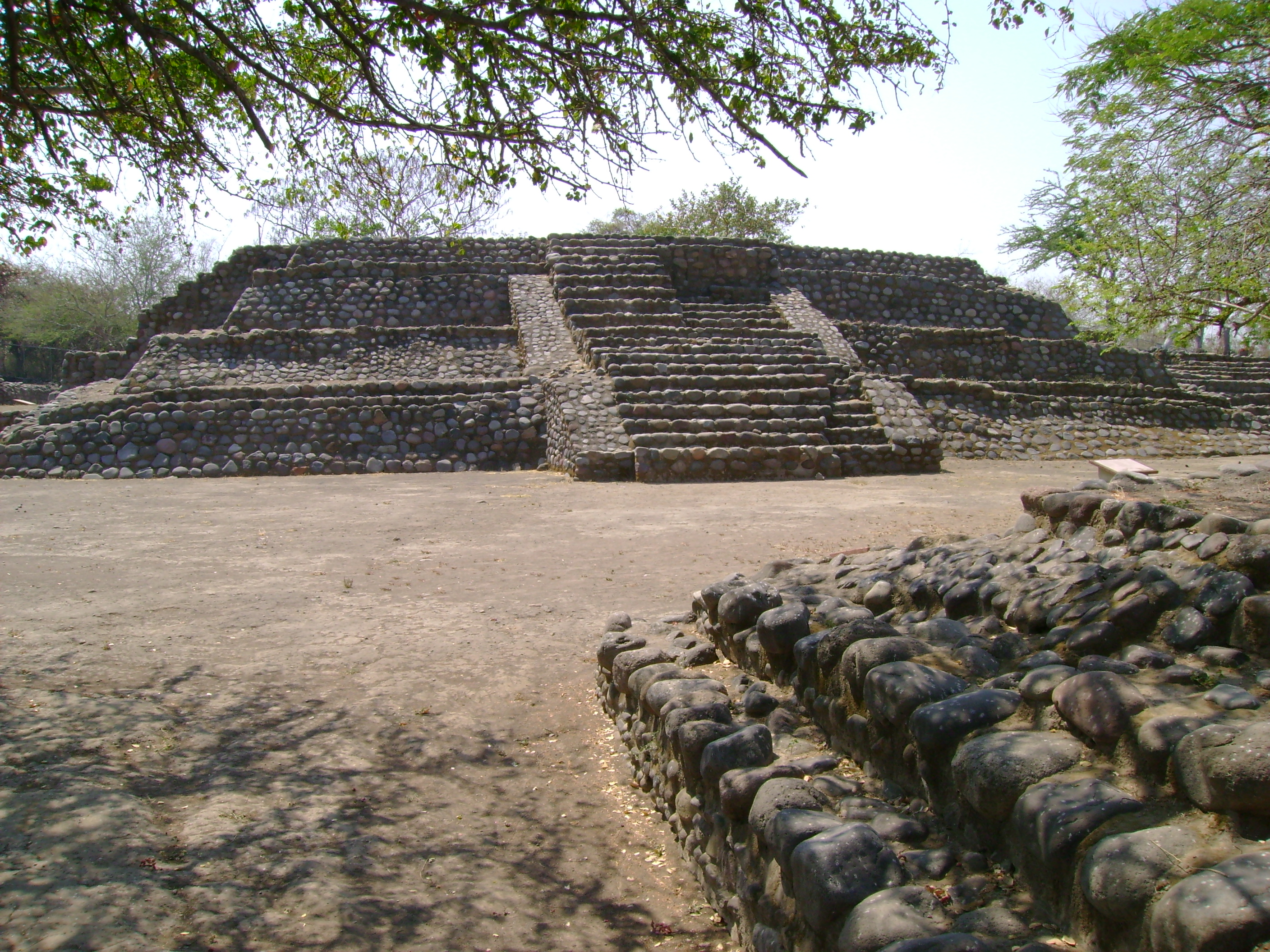
Piramis La Campanában

Régészeti leletek tanúsága szerint az első emberi települések az i. e. 15. században keletkeztek a mai Colima területén. Körülbelül 1000 évvel később jelentek meg a területre jellemző tumba de tirók (speciális sírok) és vörösre festett kerámiák. Innentől kezdve évszázadokon keresztül fejlődött a helyi kerámiakészítés, az i. sz. 100 és 600 közötti időkből nagyon szépen kidolgozott állat- és emberábrázolások maradtak fenn. A 6. és 15. század közötti korszak Chanalról kapta a nevét, mivel itt találták meg az ebből az időszakból származó legjelentősebb régészeti leletegyüttest (romokat).

### A spanyol hódítás
Az első spanyol hódítók 1522-ben érkeztek meg Juan Rodríguez de Villafuerte vezetésével, de őket a Tecomán-völgy őslakói még elűzték. Rögtön ezután Hernán Cortés utasítására Gonzalo de Sandoval serege tört be a vidékre, azzal a feladattal, hogy foglalja el és alapítson spanyol települést. Ez 1523-ban meg is történt: a partközeli Caxitlánnál megalapította az első falut. 1527-ben Francisco Cortés de San Buenaventura átköltöztette a falut a mai helyére és San Sebastián de Colima névre keresztelte.
Francisco Cortés Colimát választva székhelyéül, ezután is folytatta a hódításokat: az új tartomány területe ezáltal észak felé egészen a mai Sinaloa déli részéig terjedt. Azonban később, Új-Galicia királyságának megalapításakor Colima elvesztette minden területét a Cihuatlán (Marabasco) folyótól északra és a Chapala-tótól délre. Délkeleten azonban egészen a század végéig megtartotta a ma Michoacánhoz tartozó Motines-vidéket, és a 19. századig a ma Jaliscóhoz tartozó Xilotlán területét.
Colima a 18. század utolsó évtizedétől kezdve a guadalajarai elöljáróság alárendeltjévé vált, és ekkor került át a valladolidi püspökségtől ugyancsak a guadalajaraihoz.
A bennszülött őslakosság a 16. századi hódításoknak már az első éveiben jelentősen megfogyatkozott: becslések szerint számuk 1554-re a hódítások előtti 150 000-ről 15 000 alá csökkent. A népesség igazán a 17. század közepén kezdett növekedni, amikor is Afrikából és a közeli területekről rabszolgákat hurcoltak be.
Santiago de Buena Esperanza kikötője, a mai Manzanillo, rendkívül fontos szerepet játszott Cortés felfedezőútjaiban, de kalózok potyáinak is célpontjává vált: többek között megtámadta Francis Drake (1579), Thomas Cavendish (1587) és Joris van Speilbergen (1615) is, ez utóbbira Sebastián Vizcaíno vezetésével a colimai haderő vereséget mért.
Ezekben a századokban a terület legfőbb termékei a só és az úgynevezett vino de coco (a kókuszpálma nedvéből készült égetett szesz) voltak, a növények közül eleinte a kakaót, később a kókuszt, a cukornádat és a gyapotot termesztették legnagyobb mennyiségben, de rizs, indigó és vanília ültetvényeit is gondozták. Legjellemzőbb állatként szarvasmarhát és öszvéreket tartottak.

### 19. század, függetlenség

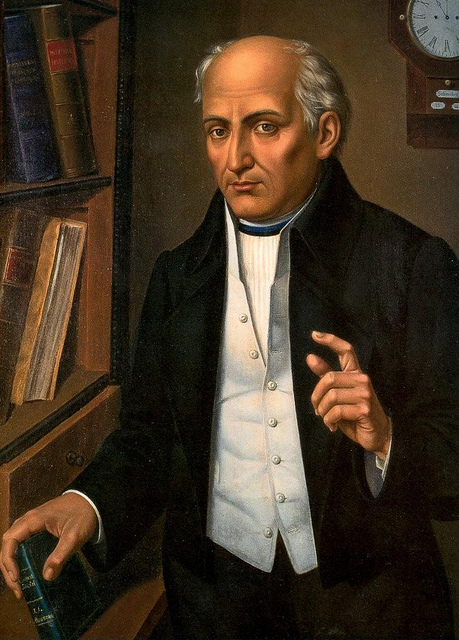
Miguel Hidalgo

A 19. század elején a Miguel Hidalgo által vezetett felkelés hírei nyugtalanságot keltettek a colimai spanyolok körében. Amikor 1810-ben az indián települések polgármesterei összegyűltek Almoyolánban, a hatóságok letartóztatták őket, azt gondolván, hogy felkelést szerveznek. Pedig valójában az indiánok a saját védelmük megszervezésének céljából gyűltek össze, mert ők is hallották, hogy Hidalgo felkelői mindenfelé pusztítást végeznek.
Egy hónappal később ifjabb José Antonio Torres vezetésével a felkelők elérték Colimát. A főváros ezután felváltva volt rövid időre hol a lázadók, hol a királypártiak birtokában. A helyi jelentőségű csatákban különös érdemeket szerzett többek között José Calixto Martínez (akit „Cadenas” néven emlegettek), Ignacio Sandoval és Miguel „El Lego” Gallaga.
1813-tól sokáig a királypártiaké volt a város, de 1821-ben végül itt is kihirdették a Mexikó függetlenségét kijelentő Iguala-tervet, melyre felesküdtek mind a katonák, mind a papság és a civil lakosság. A függetlenség után az ekkor még mindig Guadalajarához tartozó Colima kisebb területeket cserélt el Zapotlánnal: átengedte Tecalitlán és Xilotlán falvakat cserébe Toniláért. Ezzel a cserével érte el az állam a mostani méretét. Aztán 1824-ben nyerte el függetlenségét a szomszédos Michoacántól és Jaliscótól, bár az előbbihez 1837-ben visszacsatolták.
Colima ebben az időszakban nyitotta meg először kikötőjét Manzanillóban a nemzetközi kereskedelem számára, és ekkor alapították meg az első nyomdát is, ahol elsőként (1826-ban) Anastacio Brizuela kiáltványát nyomtatták ki, majd 1830-ban elindult az első helyi újság is: az El Observador de las Leyes.
Csak 1856-ban lett teljes jogú tagja az államszövetségnek, az első törvényhozó testület 1857. július 19-én alakult meg, kormányzónak Manuel Alvarezt választották. 1858 márciusában az ország elnöke, Benito Juárez átmeneti székhelyének jelölte ki Colimát és kormányával ideköltözött.
1861-ben az állam megkapta a Revillagigedo-szigeteket azzal a céllal, hogy ott fegyenctelepet létesítsenek. 1865-ben Mexikó felosztását új törvény szabályozta: ekkor Colima státusza departemento lett, 5 kerülettel.
Az ipar fejlődését eleinte a megtelepülő fonodák és egyéb textilüzemek jelentették, majd 1869-ben megjelent a távíró a fővárosban és Manzanillóban, végül 1883-ban a telefon is. Az első vasútvonal 1889-ben épült meg (Manzanillo és a főváros, Colima között), majd 1892-ben a főváros helyi vasútja is megnyílt. 1871-ben kezdték meg a Teatro Hidalgo színház építését, melyet azonban hivatalosan csak 1887-ben avattak fel. Az állam első középfokú oktatási intézménye az 1874-ben megnyílt Lieco de Varones volt. Az egyház életének legjelentősebb eseménye az volt, amikor 1881-ben a helyi plébániát püspökségi rangra emelték.

### 20. század
Bár az 1900-as földrengés nagyobb károkat okozott, a folyamatos fejlődést nem vetette vissza ez sem. Az 1906-ban rendezett decemberi ünnepségeken már villanyvilágítás fogadta a közönséget, két évvel később pedig felavatták a régóta áhított Colima-Tuxpan vasútvonalat is, mely az avatás alkalmával nem kisebb vendéget hozott a fővárosba, mint Porfirio Díaz elnököt.
A forradalom nem csatákban, csak a helyi politikusok vitáiban nyilvánult meg Colimában. Az eseményeket követő zavaros helyzet viszonylagos rendeződésével szociális intézmények sokasága alakult és elkezdődött a mezőgazdasági reform, melynek keretében létrejöttek az ejidók (közösségi földterületek, melynek egy-egy parcelláját önállóan birtokolják és művelik a gazdák). Szervezeteket alakítottak a különböző foglalkozások képviselői, például Colima sómunkásai vagy a Manzanillóban dolgozó dokkmunkások. Ezek az évtizedek a politikai centralizáció jegyében teltek, folyamatos konfliktusokhoz vezetve választásról választásra. Az állam vezetése sorra próbálta megszerezni az ellenőrzést az iskolák, kórházak és minden egyéb intézmény felett, melyeket addig az egyház és más katolikus szervezetek működtettek. Az 1926-os földművelési törvény valóságos háborúhoz vezetett a mezőgazdasági dolgozók és az egyháziak között, és ez, bár nem oldott meg semmit, több kárt okozott és több viszályt szított az emberek között, mint bármely addigi valódi háború az állam területén.
A textilipar ugyan kimerült a 19. század végére, de nem úgy a gyapottermesztés: vasúton nagy mennyiségben szállították a gyapotot Guadalajarába. A '40-es években új területeket vontak be a termelésbe a Tecomán völgyében, de már nem csak gyapotot, hanem mindenekelőtt citromot kezdtek termeszteni itt más növények mellett, ezzel megalapozva a helyi élelmiszeripart is.
Az állam első egyeteme, az Universidad Popular de Colima 1942-ben jött létre.

## Kultúra és turizmus

### Műemlékek

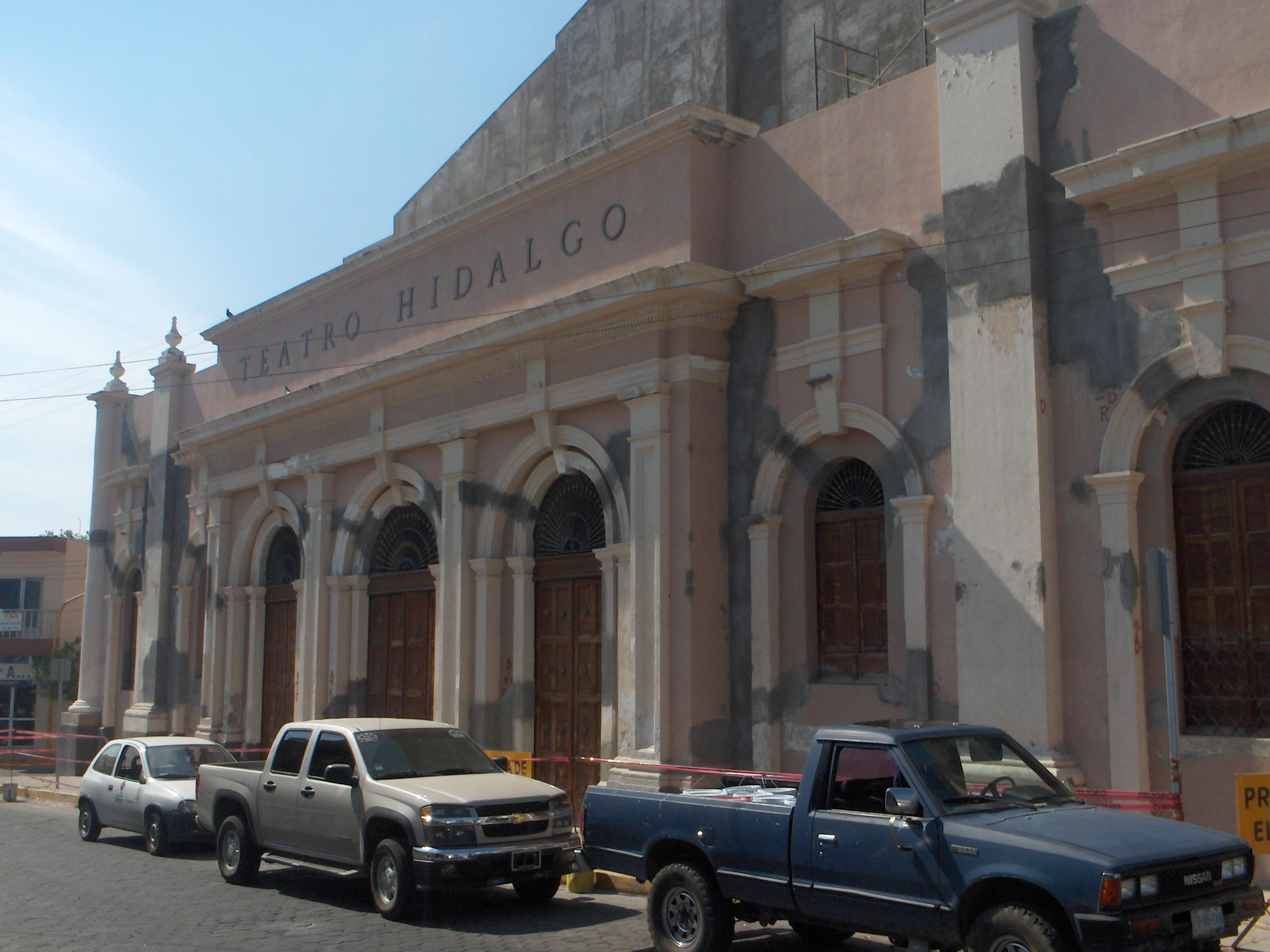
A Teatro Hidalgo színház

Colima állam legjelentősebb műemlékei a következők:
- El Chanal - prehispán romegyüttes Colima várostól 4 km-re északra, lépcsős piramisok talapzataival, labdajáték-terekkel, különösen érdekesek a lépcsők köveit díszítő betűjeleket ábrázoló faragványok.
- La Campana - prehispán romegyüttes Villa de Álvarez település területén, ősi templomok és piramisok maradványaival, megtekinthető egy régi sír is.
- San Francisco de Almoyolán - Colima városában található, 16. századi ferences rendház romjai.
- Hacienda de Nogueras - Comala község területén áll, egy régi cukorgyártó üzem látható itt, valamint egy 17. századi kápolna és egy múzeum is megtekinthető.
- Comala (más néven El Puerto Blanco de América) - a település a környék tipikus építészeti stílusát őrzi.
- Mesón de Caxitlán - egy 18. századi fogadó romjai a Colima és Tecomán közötti út mentén, azon a területen, ahol 1523-ban az első falu felépült.
- Palacio de Gobierno (Kormánypalota) - a főváros 19. századi jellegzetes épülete a Jardín Libertadban. Lépcsőházában egy híres helyi festő, Jorge Chávez Carrillo falfestménye látható.
- Palacio Federal - a 20. század elején épült a fővárosban, a Jardín Núñez területén. Emeletén több falfestmény található, melyek Mexikóváros tájképeit és híres emberek arcképeit ábrázolják.
- Mercado Enrique O. de la Madrid - a főváros központjában áll, jelenleg művelődési központ.
- Teatro Hidalgo - 1887-ben avatták fel a főváros központjában Lucio Uribe építész tervei alapján épült színházat.
- Archivo Histórico Municipial de Colima - a főváros központjában áll, a 19. századi tipikus helyi építészeti stílus példája.
- Archivo Histórico del Estado - régi iparművészeti iskola, a fővárosban, a Jardín Juárezben, a 20. század elejéről.
- Antigua Estación del Ferrocarril - régi vasútállomás, a főváros 19. század végéről származó épülete.
- Hacienda del Carmen - egy Villa de Álvarez területén található felújított 19. századi állattenyésztő-hacienda.
- Hacienda de San Antonio - Comala község felújított 19. századi kávétermesztő haciendája, kápolnával és kőből készült vízvezetékkel.

### Múzeumok
- Museo de las Culturas de Occidente "María Ahumada Gómez" - a legnagyobb és legfontosabb colimai régészeti gyűjtemény (Colima).
- Museo Universitario de Arqueología - Manzanillo régészeti múzeuma.
- Museo Regional de Historia de Colima - régészeti és történeti gyűjtemény a fővárosban, időszakos kiállításoknak is helyt ad.
- Museo Alejandro Rangel Hidalgo - Comala község régészeti emlékeit és Alejandro Rangel Hidalgo festőművész alkotásait mutatja be.
- Museo Universitario de Artes Populares "María Teresa Pomar" - a mexikói kézművesség bemutatóhelye.
- Pinacoteca de la Universidad de Colima - vegyes képzőművészeti tárlat, helyi és országos jelentőségű művészek alkotásaiból.
- Casa de la Cultura - vegyes képzőművészeti tárlat, inkább helyi jelentőségű művészek alkotásaiból (külön terme van Alfonso Michelnek).
- Museo de la Sal - Cuyutlán faluban található, a sóipart mutatja be.
- Museo Comunitario de Ixtlahuacán - Ixtlahuacán községben található, helyi régészeti, történelmi és képzőművészeti kiállításokkal.
- Museo Comunitario de Suchitlán - Comala község Suchitlán falujában van, a helyi ejido történetét és az őslakosok kézművességét mutatja be.
- Museo Tecnológico de Sitio de El Remate (La Fábrica de Luz) - Comala község El Remate falujában található, az állam első vízerőművét mutatja be.
- Centro Cultural y Museo de la Comunidad de Zacualpan - Villa de Álvarez község Zacualpan falujában mutatja be a helyi őslakók történetét és a természeti erőforrásaikat.

### Hagyományok, táncok, kézművesség
A helyi hagyományok többsége az őslakóktól származik, kisebb részben a spanyol alkirálysági időszakból. Ez utóbbiak közé tartoznak a bikaviadalok, a mezei munkákkal kapcsolatos ünnepélyek és több tánc (pl. a conquista (más néven capotes, malinches vagy a guadalupei szűz tánca). A betelepített afrikai rabszolgák által használt néhány idegen szó beépült a helyi nyelvjárásba, a Fülöp-szigetekről és Kínából hozott rabszolgák pedig a kókuszdió kultuszát terjesztették el.
Colimában nagyon régi formájában őrződött meg a pastorela színpadi műfaj: főként 16. századi párbeszédes műveket adnak elő, de megtalálhatóak a felújított, aktualizált változataik is. Az állam legnépszerűbb zenéje a hárfával kísért mariachi, melyet több hagyományos népünnepély alkalmával is előadnak, de Suchitlánban és Villa de Álvarezben inkább chirimíával kísérik a felvonulásokat, valamint mindenfelé használatosak a nádsípok és dobok.
A kézművesség inkább a valódi használati tárgyak készítésére szorítkozik, nem pedig a turistáknak árult apróságokra. Jellegzetes termék a pálmából készült kalap (az úgynevezett colimote) és a huarache cipő. Sokan készítenek bádogtárgyakat, például tejeskannákat, papagájkalitkákat, tölcséreket. A textilművesek leginkább a ruhaszövésben jeleskednek, jellegzetesen a fehér ruhákat piros keresztszemes mintákkal díszítik. Ixtlahuacánban függőágyakat készítenek. A faipar Comala és Villa de Álvarez községekben a legjellemzőbb: készítenek esztergált, finoman megmunkált tárgyakat és bútorokat is, ez utóbbiakat rendszeresen díszítik Alejandro Rangel Hidalgo műveivel. Suchitlánban maszkokat és egyéb ünnepi kellékeket gyártanak, a vulkán lábánál elterülő falvakban pedig kosarakat fonnak. A Manzanillo községbeli Santiago falu csigából és kagylóból készült dísztárgyairól nevezetes, a fővárosban pedig többen készítik ősi kerámiafigurák utánzatait.

### Gasztronómia

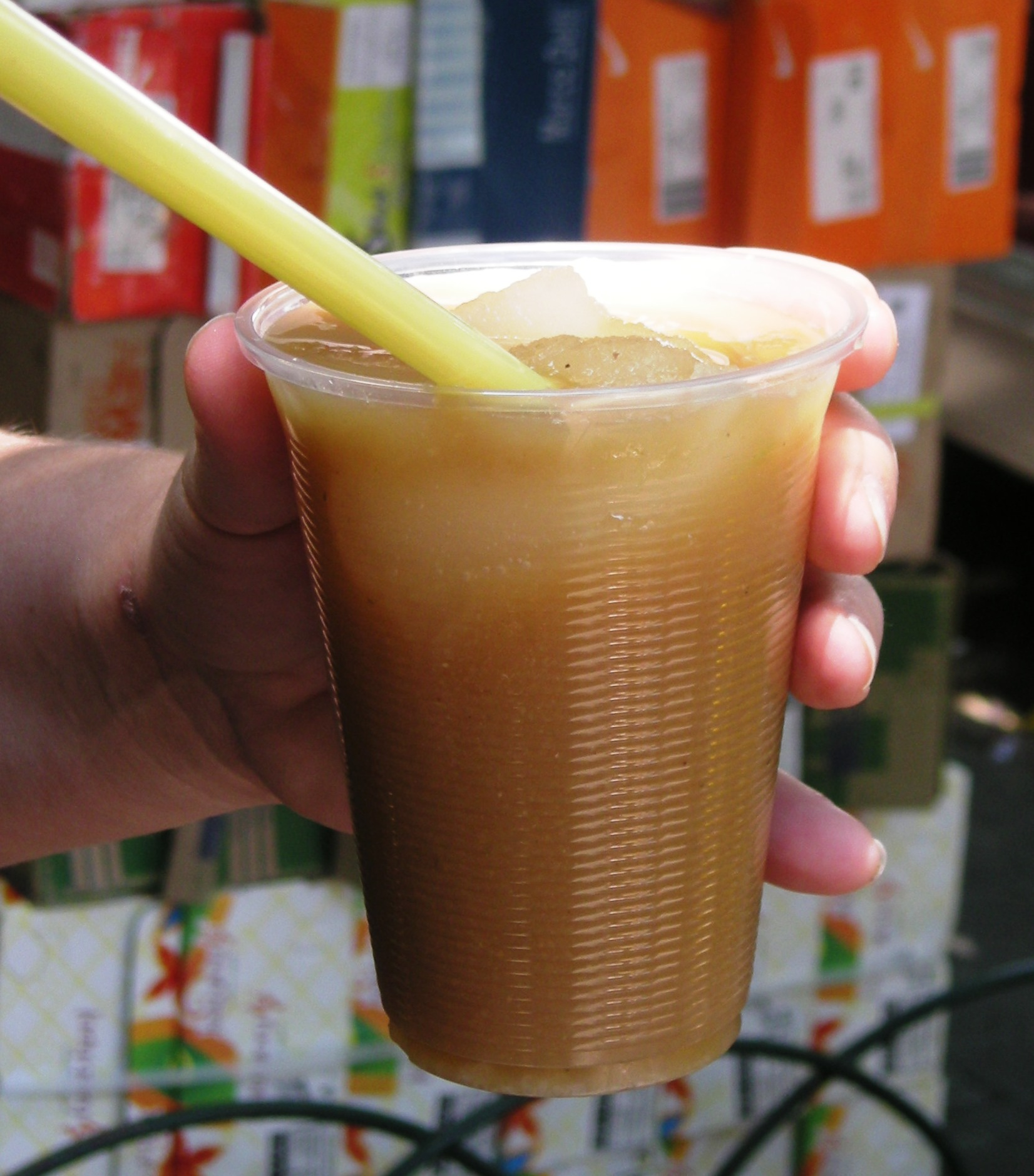
Egy pohár tejuino

A legkedveltebb ételek errefelé a húslevesek és sült húsok mellett az úgynevezett sopitók: ez lében áztatott darálthúsos pirítósokat jelent. Hagyományos étel még a sertéshúsból készült pozole de cerdo, amit Colimában szárazon készítenek, valamint a tatemado, ami kókuszecetben áztatott és csilivel főtt disznóhúst jelent. Szívesen fogyasztják ezenkívül a pepenát (főtt belsőségek) és a cuachalát is, ami kukoricából és rostokra bontott csirkehúsból készül. A tamal helyi változatait babbal, hússal és kukoricával töltik. Comala környékén többféle tejterméket készítenek, valamint itt és Villa de Álvarezben a kalácskészítés is népszerű. Esős időszakok alkalmával nagy mennyiségben fogják a folyami garnélarákot és a tengerben a moyo nevű rákot, de az előbbit tenyésztik is külön erre a célra kialakított tavakban. A cevichét eltérően a szomszédos államoktól, itt úgy készítik, hogy a halat nagyon apróra vágják össze és sárgarépával keverik. Szintén halból készül a pescado a la talla nevű étel: az egész halat kibontják és apróra vágott zöldséggel fedik, azután banánlevélbe burkolva parázs fölött nyárson megsütik.
Az italok közül három nagyon népszerű ezen a vidéken: a tejuino, a tuba és a bate. A tejuino egy kukoricából készülő erjesztett ital, melyet jéggel és gyakran citromkarikával és sóval tálalnak, a tuba pedig a Fülöp-szigetekről származik és a kókuszfa nedvéből készül. Fogyasztható önmagában, édesítve (cukros mandulaitallal) vagy akár apróra vágott gyümölcsökkel és földimogyoróval is. A bate egy zsályaféle növény magjából, a chanból készül, és kukoricamézzel isszák.
Az egyetlen alkoholos ital, amit Colimában gyártanak, a comalai puncs, melynek készítéséhez a vulkán környékén készülő mezcalt használják (errefelé tuxcának nevezik), és melybe leggyakrabban gránátalmát, aszalt cseresznyét, földimogyorót, guayabillát vagy tamarinduszt tesznek.
A kókuszt sokféle édesség elkészítéséhez használják, többek között mézeskalácsba is beleteszik. Ezenkívül elterjedtek a tamarinduszos sütik, a fenyőmagos mézeskalácsok, a guavás tekercs és a szárított banán.